# 王妃マルゴ
『王妃マルゴ』（おうひマルゴ、仏: La Reine Margot）は、アレクサンドル・デュマ・ペールの歴史小説。
1845年に出版された16世紀フランスのサン・バルテルミの虐殺と、実在の王妃マルグリット・ド・ヴァロワ（マルゴ）の悲恋を絡めた歴史超大作。

## 映像化
いずれも原題は原作と同じく"La Reine Margot"。
- バルテルミーの大虐殺 - 1954年のフランス映画。ジャンヌ・モロー主演。
- 王妃マルゴ - 1994年のフランス映画。イザベル・アジャーニ主演。